# 8192 Tonucci
8192 Tonucci (1993 RB) là một tiểu hành tinh vành đai chính.